# Metridia ignota
Metridia ignota är en kräftdjursart som beskrevs av Esterly 1906. Metridia ignota ingår i släktet Metridia och familjen Metridinidae. Inga underarter finns listade i Catalogue of Life.